# 埃尔卡萨尔
埃尔卡萨尔，是西班牙卡斯蒂利亚-拉曼恰瓜达拉哈拉省的一个市镇。总面积52平方公里，总人口4047人（2001年），人口密度78人/平方公里。